# VERITAS

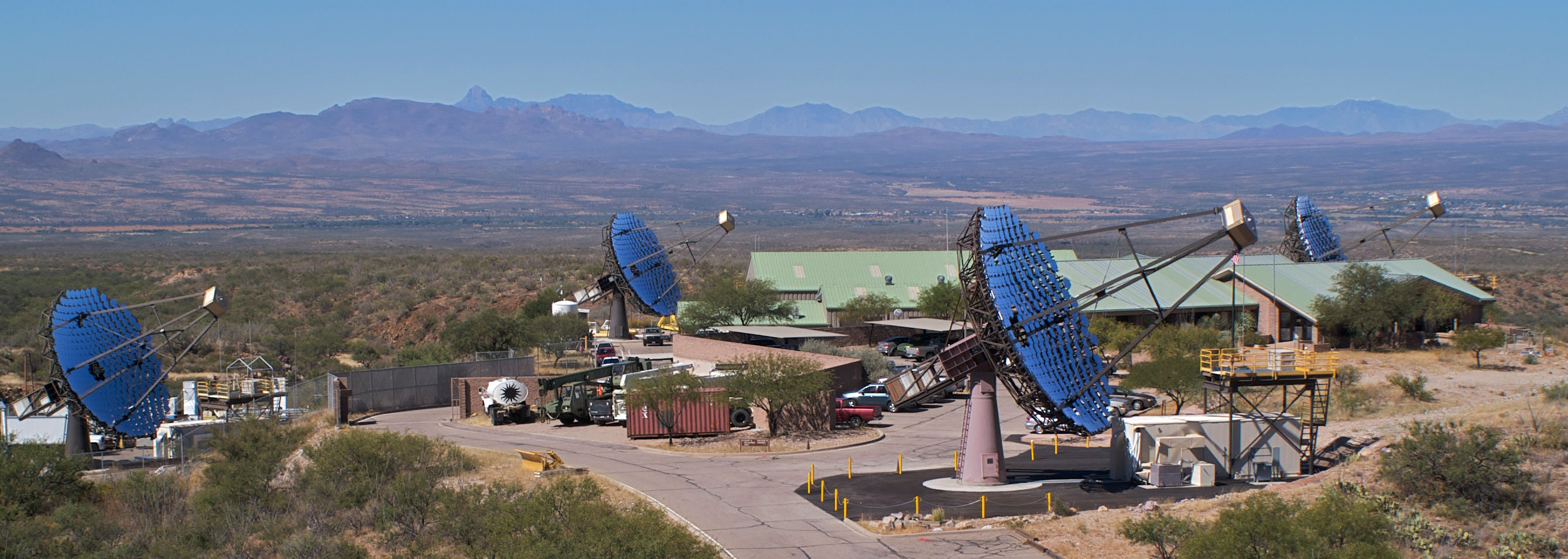
VERITAS - conjunto de quatro telescópios

VERITAS (Very Energetic Radiation Imaging Telescope Array System) é um importante observatório de raios gama baseado em terra com um conjunto de quatro refletores ópticos de 12 metros para astronomia de raios gama na faixa de energia de fótons GeV-TeV. VERITAS usa a técnica do telescópio Imaging Atmospheric Cherenkov para observar os raios gama que causam chuvas de partículas na atmosfera terrestre conhecidas como extensas chuvas de ar. A matriz VERITAS está localizada no Observatório Fred Lawrence Whipple, no sul do Arizona, Estados Unidos. O projeto do refletor VERITAS é semelhante ao telescópio de raios gama Whipple de 10 metros anterior, localizado no mesmo local, mas é maior em tamanho e tem uma distância focal mais longa para melhor controle de aberrações ópticas. O VERITAS consiste em uma série de telescópios de imagem implantados para visualizar os chuveiros atmosféricos Cherenkov de vários locais para fornecer a maior sensibilidade na banda de 100 GeV - 10 TeV (com sensibilidade de 50 GeV a até 50 TeV). Este observatório de altíssima energia, concluído em 2007, complementa efetivamente o Large Area Telescope (LAT) do Telescópio Espacial Fermi Gamma-ray devido à sua área de coleta maior, bem como à cobertura em uma faixa de energia mais alta.

## Ciência
VERITAS tem um amplo programa de ciências que combina aspectos-chave da astronomia, explorando o universo na nova banda de ondas dos raios gama VHE, e física, procurando por novas partículas de fenômenos além do modelo padrão da física de partículas. As questões básicas buscadas incluem: compreensão da aceleração das partículas cósmicas em nossa galáxia (com ênfase especial na compreensão da origem dos raios cósmicos) e além da nossa galáxia, sondando ambientes extremos perto de objetos compactos, como estrelas de nêutrons e buracos negros, a natureza da matéria escura e o campo magnético intergaláctico, e se a velocidade da luz é constante nessas energias extremas de raios gama. O programa de observação VERITAS inclui fontes galácticas, como remanescentes de supernovas, pulsares, nebulosas de vento pulsar, sistemas binários e a fonte enigmática de raios gama no Centro Galáctico. As fontes extragalácticas incluem núcleos galácticos ativos, galáxias estelares e explosões de raios gama. Um componente importante das observações do VERITAS é aquele associado ao acompanhamento de múltiplos comprimentos de onda e multi-mensageiro, incluindo rajada rápida de rádio (FRB), neutrino de alta energia e onda gravitacional eventos. VERITAS tem um extenso programa de matéria escura, no qual pesquisas indiretas são conduzidas para encontrar raios gama VHE resultantes da aniquilação de partículas de matéria escura. A maioria dessas pesquisas tem como alvo o Centro Galáctico e galáxias esferoidais anãs. A partir de 2017, o programa de ciências VERITAS foi expandido para incluir observações na banda de onda óptica por meio de medições de alta resolução de tempo de ocultação de asteroides e interferometria de intensidade estelar.